# Matteo Berrettini
Matteo Berrettini (født 12. april 1996 i Rom, Italien) er en professionel mandlig tennisspiller fra Italien.